# Роке-Перес (округ)
Округ Роке-Перес (ісп. Roque Pérez) — адміністративно-територіальна одиниця 2-ого рівня у провінції Буенос-Айрес в центральній Аргентині. Адміністративний центр округу — Роке-Перес (ісп. Roque Pérez).
Населення округу становить 12513 осіб (2010). Площа — 1600 кв. км.

## Історія
Округ заснований у 1913 році.

## Населення
У 2010 році населення становило 12513 осіб. З них чоловіків — 6220, жінок — 6293.

## Політика
Округ належить до 7-ого виборчого сектору провінції Буенос-Айрес.